# Powiat radymniański

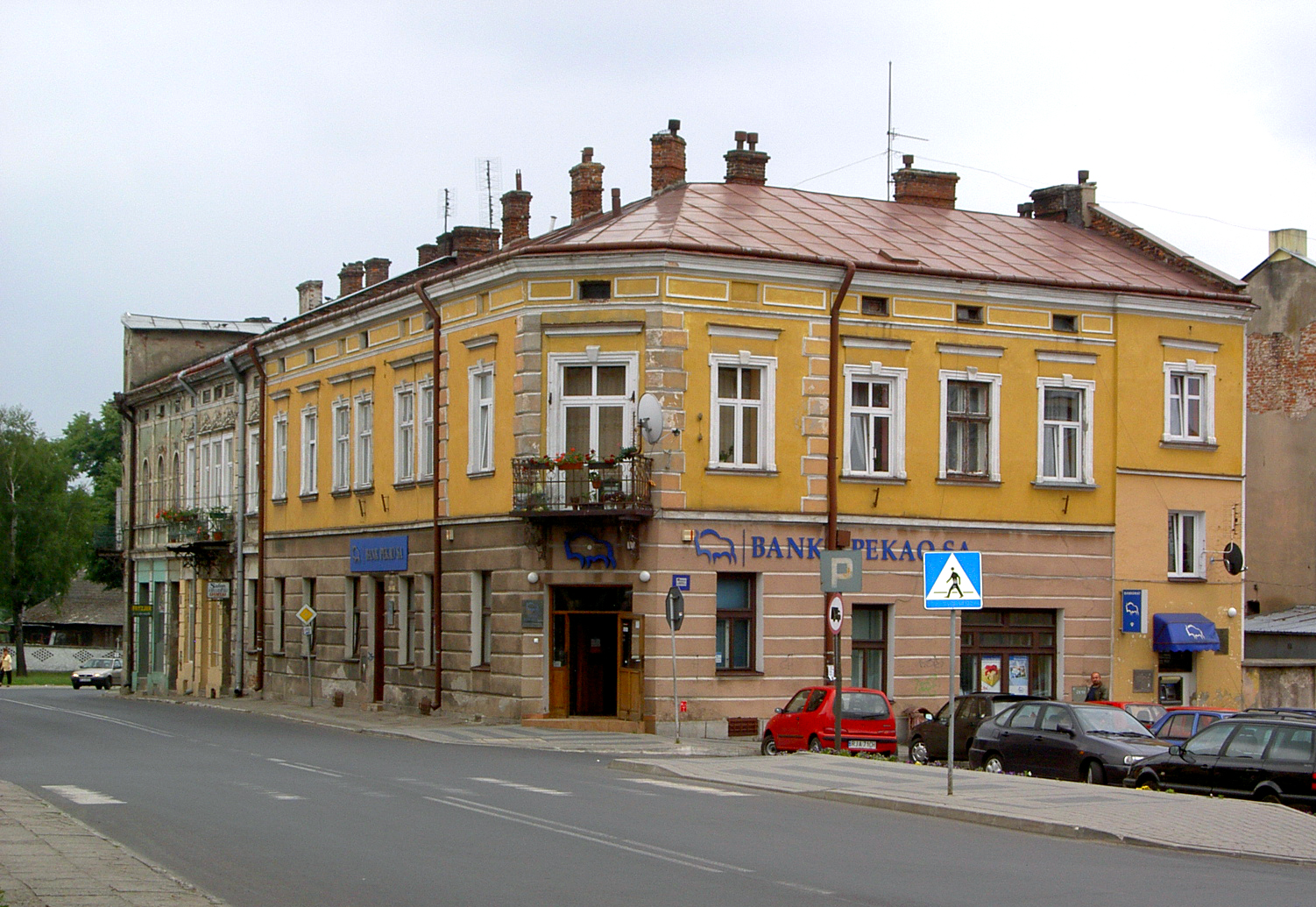
Centrum Radymna

Powiat radymniański – dawny powiat istniejący w latach 1954–1961 na terenie obecnych powiatów: jarosławskiego, przemyskiego i lubaczowskiego (woj. podkarpackie). Jego ośrodkiem administracyjnym było Radymno.

## Utworzenie powiatu
Powiat radymniański został utworzony 1 października 1954 w województwie rzeszowskim Na mocy rozporządzenia Rady Ministrów z 11 sierpnia 1954, jako jeden z pierwszych powiatów utworzonych tuż po wprowadzeniu gromad w miejsce dotychczasowych gmin (29 września 1954) jako podstawowych jednostek administracyjnych PRL. Na powiat radymniański złożyły się 1 miasto i 17 gromad, które wyłączono z trzech ościennych powiatów w tymże województwie (w praktyce gromady te należały do tych powiatów przez zaledwie dwa dni):
- z powiatu jarosławskiego:
  - miasto Radymno
  - gromady: Duńkowice, Kaszyce, Laszki, Łowce, Michałówka, Miękisz Nowy, Młyny, Ostrów, Skołoszów, Sośnica i Wietlin
- z powiatu przemyskiego:
  - gromady: Kalników, Orły, Stubno, Trójczyce i Walawa
- z powiatu lubaczowskiego:
  - gromada Kobylnica Wołoska.

1 stycznia 1959 do gromady Miękisz Nowy przyłączono także wieś Czerniawkę z gromady Bihale w powiecie lubaczowskim.
Prezydium Powiatowej Rady Narodowej w Radymnie rozpoczęło swoją działalność pierwszym posiedzeniem 29 września 1954, które miało na celu podział czynności wśród członków prezydium. Na posiedzeniu tym utworzono następujące wydziały i referaty Prezydium:
1. Wydział Handlu,
2. Wydział Finansowy,
3. Wydział Zdrowia,
4. Wydział Kultury,
5. Wydział Oświaty,
6. Wydział Gospodarki Komunalnej i Mieszkaniowej,
7. Wydział Komunikacji Drogowej,
8. Powiatowy Inspektorat Rent i Pomocy Społecznej,
9. Powiatową Komisję Planowania Gospodarczego,
10. Powiatowy Komitet Kultury Fizycznej,
11. Oddział Organizacyjny,
12. Oddział Ogólno-Gospodarczy,
13. Statystyka Powiatowego,
14. Powiatowy Zarząd Rolnictwa,
15. Samodzielny Referat Zatrudnienia,
16. Architekta Powiatowego,
17. Referat Kadr,
18. Referat Wojskowy,
19. Referat Społeczno-Administracyjny,
20. Referat Wyznań,
21. Referat Spraw Rolnych,
22. Referat Przemysłu.

Wybrano też władze powiatu:
- przewodniczącego Prezydium – Tadeusza Romaniszyna;
- zastępcę przewodniczącego Prezydium – Stanisława Drwięgę;
- sekretarza Prezydium – Władysława Barańskiego[3].

## Charakterystyka powiatu
Powierzchnia powiatu wynosiła początkowo 518 km². Po przyłączeniu Czerniawki z gromady Bihale, jego obszar zwiększył się do 525 km². Według stanu z 1960 powiat był zamieszkiwany przez 31 449 osób, przy czym 26 363 – to ludność rolnicza, a 4986 – pozarolnicza. Jedynym miastem znajdującym się na terenie powiatu było Radymno zamieszkiwane przez 3394 osoby. Innymi większymi gromadami były: Skołoszów (2544 osoby), Sośnica (2193), Laszki (2084) i Kaszyce (2034). Gęstość zaludnienia powiatu w 1954 wynosiła 55 osób/km², a w 1960 – 60 osób/km². Obszar powiatu radymniańskiego stanowił sztucznie wyodrębnioną zbiorowość, zarówno jako trudną do wytyczenia jednostkę fizycznogeograficzną, jak i własnych wewnętrznych powiązań jednostkę administracyjną.
W powiecie radymniańskim zainwestowano spore nakłady finansowe na rozwój wschodniej, najbardziej zaniedbanej części powiatu, m.in. w Wietlinie, Kalnikowie, Chałupkach Chotynieckich, Stubnie i w Tuchli. Ponadto oczyszczono Kanał Bucowski, potok Grodzisko, a także rowy w Wysocku, Wietlinie, Moszczanach, Laszkach i Miękiszu Nowym.
W zachodniej części powiatu inwestycje dotknęły PGR-u w Sośnicy, a także melioracji łąk i pól w Kaszycach, Ciemięrzowicach, Dmytrowicach, Zamiechowie, Radymnie i Ostrowie, a także regulacji potoku Olszyna, na przestrzeni 3 km.
Duże środki zainwestowano także na rozbudowę i rozwój dziedziny urządzeń socjalno-usługowych. Rozbudowano szkolnictwo, zwiększono sieć bibliotek gromadzkich, wybudowano Dom Kultury w Wietlinie. Wzniesiono nowe ośrodki zdrowia i zwiększono personel, a także otworzono nowe izby porodowe. W 1957 uruchomiono stację pogotowia ratunkowego w Radymnie. Otworzono również duże, nowe lecznice weterynaryjne.
Poprawiały się warunki bytowe na wsi. W okolicach Radymna dało się zaobserwować w czasach istnienia powiatu silny ruch budowlany. Około 27% zabudowy terenu pochodziło z nowego, powojennego budownictwa. Liczba wzniesionych budynków dobitnie świadczy o energii i prężności mieszkańców. Przodowały w tym zakresie wsie Ostrów i Łowce. Zabudowa w gromadzie Walawa pochodzi w 70% z lat 1948–1960. Natomiast zabudowa wsi Dusowce (ob. Niziny) w gromadzie Walawa w 100% pochodzi z okresu po 1948.

## Zniesienie powiatu
Powiat radymniański jako jednostka gospodarcza nie zdołał się skonsolidować. Ciążenie jego północnych i środkowych terenów do Jarosławia, a południowych do Przemyśla utrzymywało się uporczywie, głównie ze względu na istniejącą sieć komunikacyjną – jak uzasadniano – źle zbiegającą się w stolicy powiatu. Niewielkie oraz zbyt słabe demograficznie i gospodarczo Radymno nie było w stanie scalić obszarów powiatu a jego mała atrakcyjność sprawiła, że miasto nie mogło osiągnąć żadnej znaczącej rangi społecznej. Bierna postawa władz powiatu i brak inicjatyw rozwojowych przyczyniły się do przedwczesnej likwidacji powiatu radymniańskiego.
I tak, powiat został zniesiony z dniem 31 grudnia 1961. Gromady wchodzące w jego skład powróciły do pierwotnych powiatów, oprócz:
- gromady Kaszyce, którą przyłączono do powiatu przemyskiego (jednak bez wsi Zamiechów, która powróciła do powiatu jarosławskiego),
- wsi Zadąbrowie z gromady Skołoszów, która znalazła się w powiecie przemyskim,
- wsi Budzyń z gromady Kobylnica Wołoska, która znalazła się w powiecie jarosławskim.

## Przewodniczący Prezydium Powiatowej Rady Narodowej
- Tadeusz Romaniszyn (1954–1958)[6]
- Stanisław Kisała (1958-1961)